# NGC 3989
NGC 3989 (również PGC 37599) – galaktyka spiralna (Sb), znajdująca się w gwiazdozbiorze Lwa. Odkrył ją 27 kwietnia 1854 roku R.J. Mitchell – asystent Williama Parsonsa.